# Piazza del Parlamento
La Piazza del Parlamento è una storica piazza di Palermo, posta nel quartiere Palazzo Reale.
La piazza è delimitata dal Corso Vittorio Emanuele, da piazza della Vittoria con la Villa Bonanno, da via del Bastione e in ultimo dal complesso monumentale del Palazzo dei Normanni, l'antica sede del Parlamento siciliano e oggi dell'Assemblea regionale siciliana.
Nella piazza vi sono diversi monumenti come Porta Nuova, il Teatro marmoreo dedicato a Filippo V di Spagna e l'ex ospedale di San Giacomo dei Militari, oggi parte delle Caserme Dalla Chiesa-Calatafimi.
Nel 2015 la piazza è stata completamente pedonalizzata.